# Kamensky (huyện của Altai)
Huyện Kamensky (tiếng Nga: ? райо́н) là một huyện hành chính tự quản (raion), của Vùng Altai, Nga. Huyện có diện tích 3557 kilômét vuông, dân số thời điểm ngày 1 tháng 1 năm 2000 là 19300 người. Trung tâm của huyện đóng ở Kamen'-na-Obi.